# Port Huron Icehawks
Port Huron Icehawks byl profesionální americký klub ledního hokeje, který sídlil v Port Huronu ve státě Michigan. V letech 2007–2010 působil v profesionální soutěži International Hockey League. Icehawks ve své poslední sezóně v IHL skončily v semifinále play-off. Své domácí zápasy odehrával v hale McMorran Place s kapacitou 3 400 diváků. Klubové barvy byly červená a černá.

## Přehled ligové účasti
Zdroj: 
- 2007–2010: International Hockey League